# Ameridelphia
Ameridelphia is een voorgestelde groep (magnorde) binnen de buideldieren die de opossums, de opossummuizen en de fossiele Sparassodonta zou omvatten. Deze groep is onder andere gebruikt in het gezaghebbende Classification of mammals van Malcolm McKenna en Susan Bell. In deze indeling staat de Ameridelphia tegenover de Australidelphia, die de Australische buideldieren en de Microbiotheria omvat.
Genetische gegevens ondersteunen deze groep niet. In een studie die het complete mitochondriale DNA van een aantal buideldieren vergeleek, werd een nauwere verwantschap tussen de opossummuizen en de Australidelphia dan tussen de opossummuizen en de opossums aangegeven. Een studie waarin gegevens van mitochondriale en nucleaire genen werden gecombineerd, gaf dezelfde verwantschap aan, net als een studie die alleen het nucleaire gen IRBP gebruikte. DNA-hybridisatie, inmiddels een wat achterhaalde techniek, gaf een verwantschap tussen de opossummuizen en de buideldassen aan, terwijl de opossums de zustergroep van alle andere buideldieren vormden. Het mitochondriale gen 12S rRNA geeft een verwantschap aan tussen buideldassen, opossummuizen en opossums, waarbij buideldassen en opossummuizen het nauwst verwant waren.